# Rome Wasn't Built in a Day
«Rome Wasn't Built in a Day» es una canción del grupo británico Morcheeba lanzado el 5 de julio de 2000 como el primer sencillo de su tercer álbum de estudio Fragments of Freedom. La canción es el mayor éxito del grupo en el Reino Unido, donde alcanzó el puesto número 34 en 2000. La canción alcanzó el número 1 en Polonia, el 2 en Nueva Zelanda y el 7 en Italia.

## Lista de canciones
CD Maxi sencillo
1. «Rome Wasn't Built in a Day»
2. «In the Hands of the Gods» (Cheeky Cheeba Chainsaw Mix)
3. «Frogmarched to Freedom»
4. «In the Hands of the Gods» (Tumbleweed Gunslinger Mix)

## Posicionamiento en listas
| Listas (2000)                               | Mejor posición |
| ------------------------------------------- | -------------- |
| Alemania (Offizielle Deutsche Charts)       | 70             |
| Australia (ARIA)                            | 28             |
| Bélgica (Flandes) (Ultratip Bubbling Under) | 11             |
| Bélgica (Valonia) (Ultratip Bubbling Under) | 10             |
| Italia (FIMI)                               | 7              |
| Nueva Zelanda (Recorded Music NZ)           | 2              |
| Países Bajos (Mega Single Top 100)          | 82             |
| Polonia (Polish Singles Chart)              | 1              |
| Reino Unido (UK Singles Chart)              | 34             |
| Suiza (Schweizer Hitparade)                 | 33             |

## Curiosidades
- Fue utilizada para la marca Paraguaya de Perfumes Sweet Care para su spot de su línea completa.